# BMW M3 E92
De BMW M3 E92 is een op de 3-reeks gebaseerde sportwagen die ontwikkeld werd door de Duitse automobielconstructeur BMW in samenwerking met haar raceafdeling, BMW M. Het dak is gemaakt van koolstofvezel, indien men een schuifdak bestelde, verviel het koolstof en kreeg men een stalen dak.  De belangrijkste concurrenten zijn de Mercedes-Benz C63 AMG, Audi RS5 en Lexus IS F.
Waar de Audi RS5 vierwielaandrijving heeft houdt BMW het op achterwielaandrijving. Ook de Audi wordt aangedreven door een V8 met 450 pk.
De Mercedes heeft in België, dankzij de 6,2 liter V8 een fiscaal vermogen van 30 pk, waar de BMW het bij 20 houdt. Hierdoor is opnieuw voor Belgische kopers de BMW fiscaal gezien meer interessant. Ondanks zijn 2,2 liter grotere cilinderinhoud levert de motor van de Mercedes slechts 37 pk meer. De verschillen tussen deze topsedans onderling zijn echter klein.

## Visueel

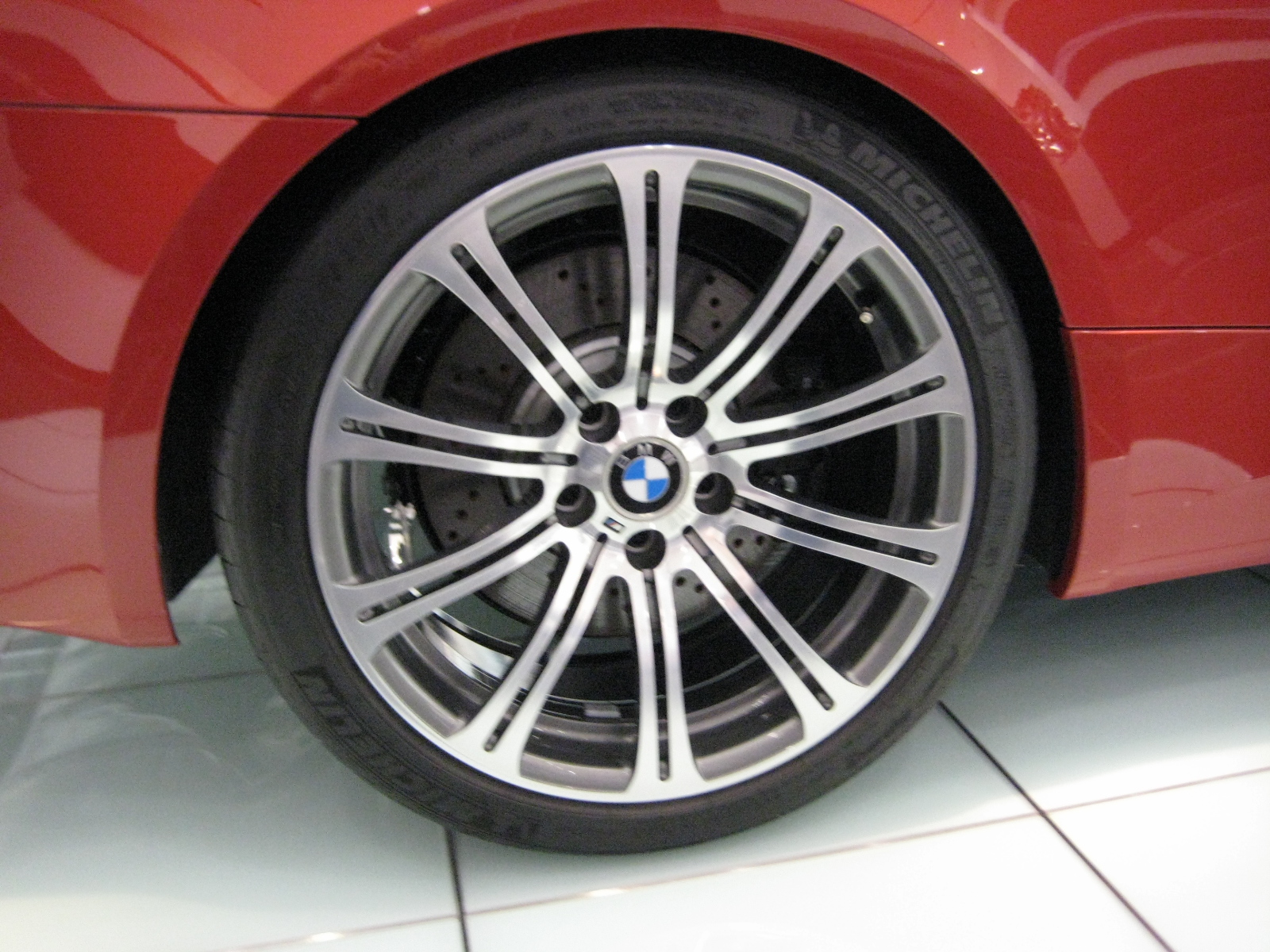
19" velgen, met Michelin Pilot Sport Cup+ banden
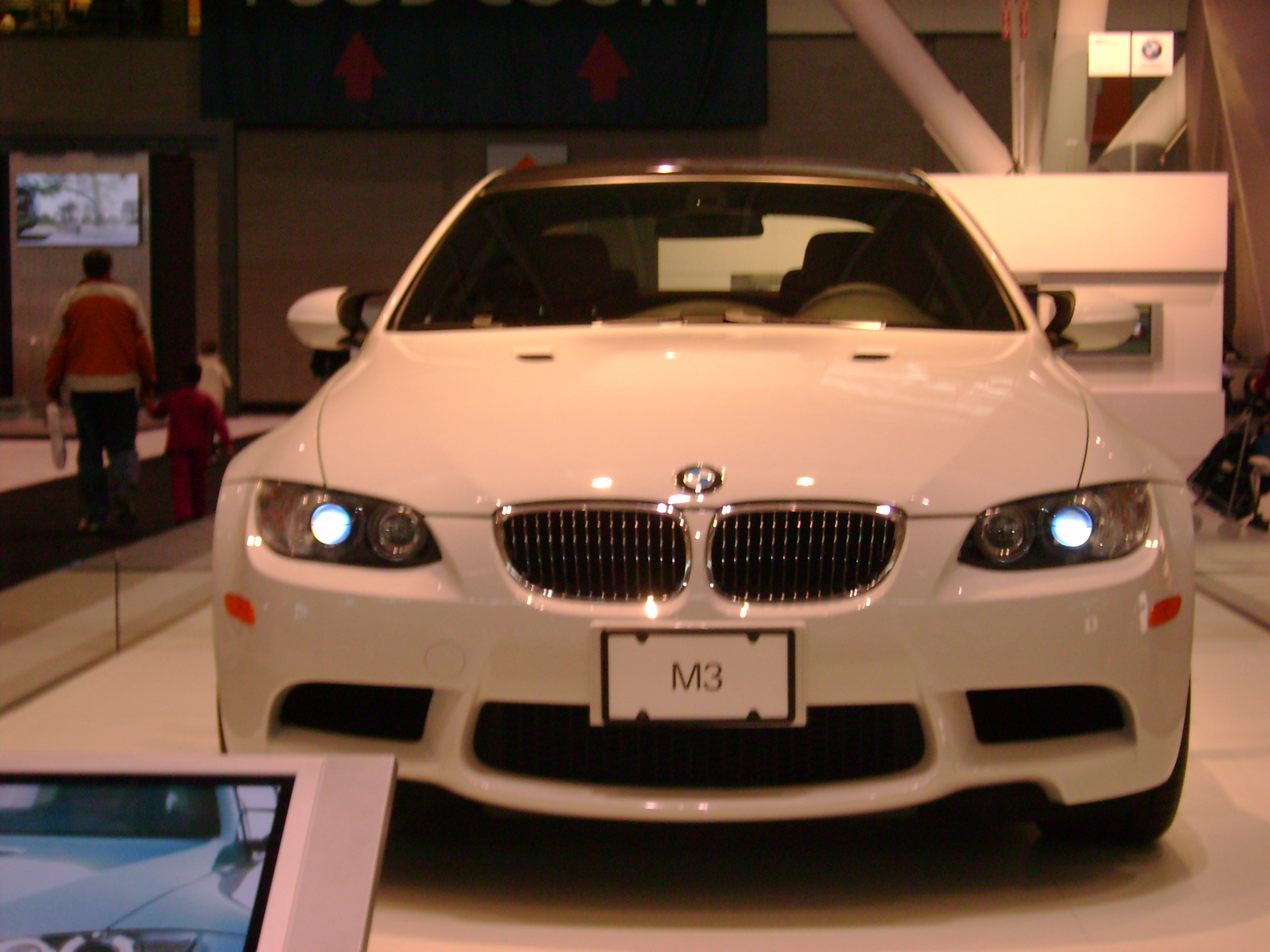
De lampen linksonder en rechtsonder werden luchtinlaten om de motor beter te kunnen koelen
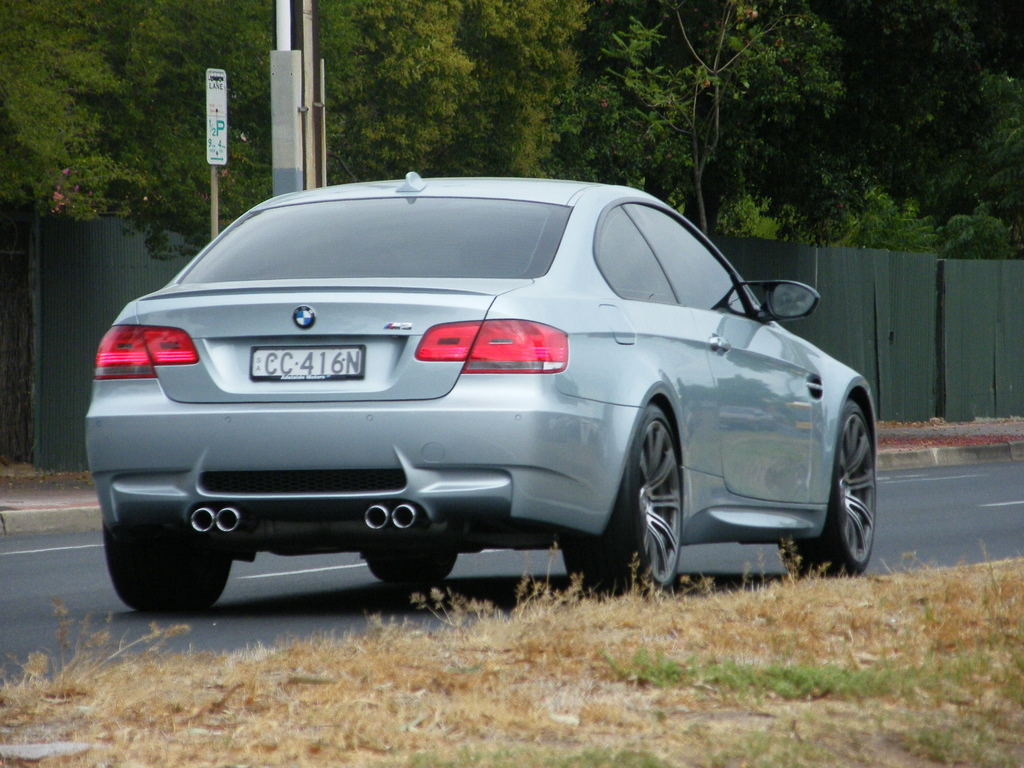
2 dubbele uitlaten en M3-badge naast het BMW-logo
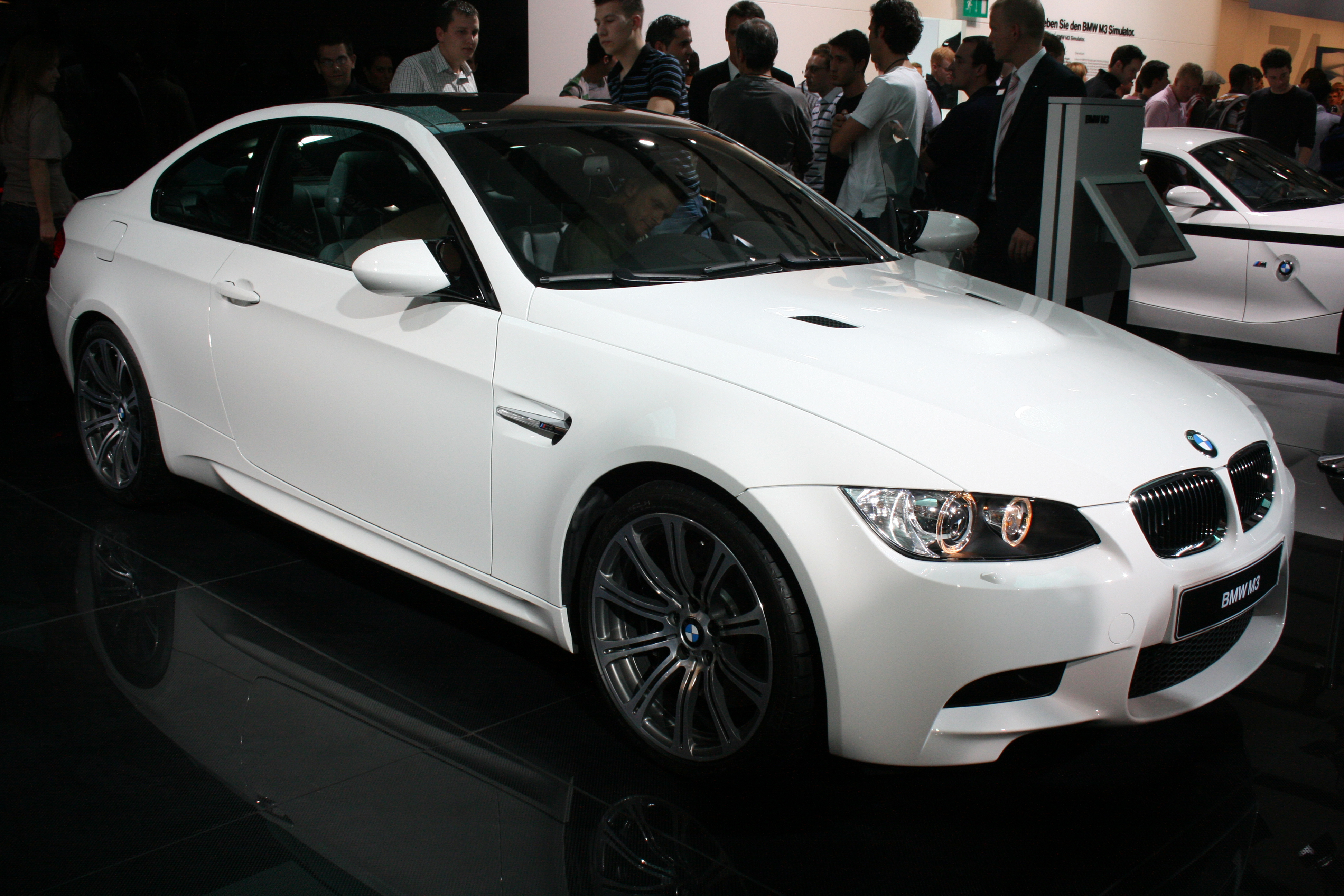
Aangepaste spiegels + bolling en luchtinlaten op de motorkap

De M3 E92 is te herkennen aan:
- Zwart dak van koolstofvezel
- 19" velgen
- M-badges
- Luchtinlaten vooraan onder de koplampen
- Luchtinlaten op de motorkap
- Verhoging (bult) op de motorkap
- Speciale spiegels
- Twee dubbele uitlaten.